# La Bataille des V1
Pour les articles homonymes, voir V1.

La Bataille des V1 (Battle of the V-1) est un film britannique de Vernon Sewell sorti en 1958.

## Synopsis
Seconde Guerre mondiale. Stefan et Tadek, deux Polonais, ont été réquisitionnés par l’occupant pour travailler à Peenemünde, sur les côtes de la mer Baltique. Ils découvrent que les Allemands mettent au point des avions sans hélice ni pilote.
Par l’intermédiaire de la femme de Stefan, ils transmettent le renseignement à la résistance polonaise qui en informe Londres. Aussitôt, les Anglais organisent un raid massif sur Peenemünde, action qui contraint les Allemands à retarder les essais des V1.
Stefan et Tadek font mieux encore : avec l’aide de la population de la région, ils parviennent à envoyer à Londres un V1 tombé lors des essais sans exploser. Les Anglais trouvent rapidement une parade à cette nouvelle arme, et de nombreux V1 pourront être détruits avant d’atteindre leur but.

## Fiche technique
- Réalisation : Vernon Sewell
- Scénario : Jack Hanley et Eryk Wlodek d'après le roman de Bernard Newman
- Chef opérateur : Basil Emmott
- Musique : Robert Sharples
- Producteurs : George Maynard et John Bash pour Eros-Film
- Distributeur : Rank Overseas Film Distributors
- Genre : Film de guerre
- Origine :  Royaume-Uni
- Année de réalisation : 1958
- Pellicule : 35mm NB
- Durée : 105 minutes (2.853 mètres)
- Sortie à Paris : avril 1959

## Distribution
- Michael Rennie
- Patricia Medina
- Milly Vitale
- David Knight
- Christopher Lee
- John G.-Heller
- Carl Jaffe
- Peter Madden
- Carl Duering

## Critiques
« Arrangé pour les besoins du cinéma dans ses détails, cette histoire est, quant à l'essentiel, authentique. Avec relativement peu de moyens techniques, le réalisateur retrace cette page de la dernière guerre en lui donnant un ton de vérité et tout le dynamisme dramatique voulus. Des scènes empruntées aux actualités de l'époque sont montées dans l'action ».